# Triesen
Triesen (Alemannisch: Tresa) is een gemeente in Liechtenstein, in het Oberland. Triesen ligt in zuidwesten van het land.
De gemeente omvat 26,4 km², ligt op 512 meter hoogte en heeft 5316 inwoners (2020).

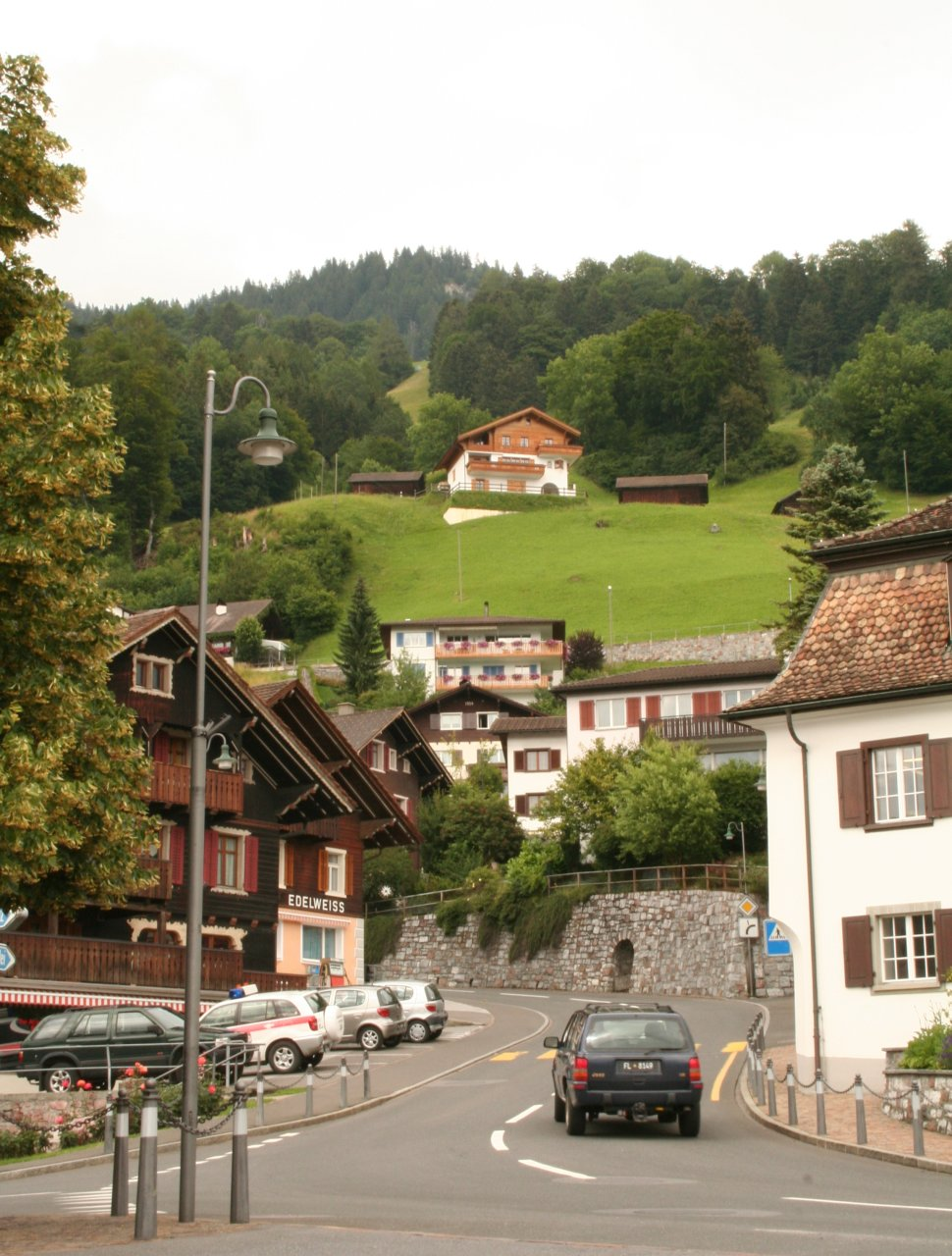
Centrum

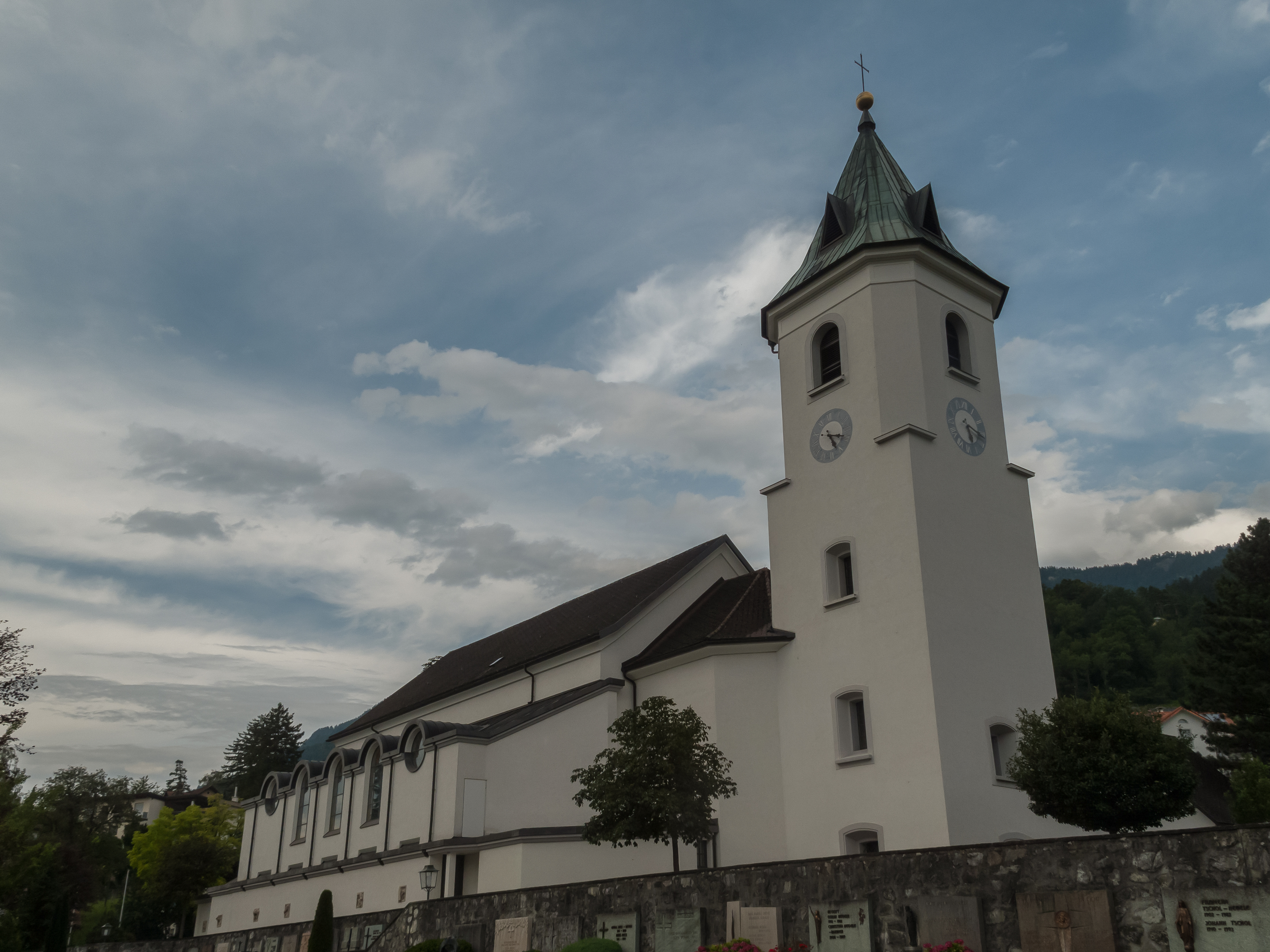
Kerk: Pfarrkirche Sankt Gallus

## Bezienswaardigheden
- Historisch dorpscentrum
- Triesner Fabrik (monument)

## Geboren
- Franz Burgmeier (7 april 1982), voetballer
- Marco Ritzberger (27 december 1986), voetballer